# ど根性野菜
ど根性野菜(どこんじょうやさい)は、通常は畑などで食料として栽培されている大根などの一般的な野菜が突発的かつ非人為的に道路の舗装脇やコンクリートなどの僅かな隙間から自然に生えている現象の通称である。

## ど根性大根

### 大ちゃん
2005年末、兵庫県相生市の歩道脇に生えた大根が大ちゃんと名付けられマスコミに取り上げられた。その後、ど根性ナス、ど根性ミカンなど、各地で相次いでど根性野菜が報道された。
ど根性大根の大ちゃんは同年冬、相生市の歩道脇のアスファルトの隙間に生えているのを発見された。ワイドショーで取り上げられ、いつしか大ちゃんという愛称も付けられた。しかし、同年11月に何者かによって上半分を折られ、持ち去られてしまった。数日後、上部が元の生えていた場所に戻されているのが見つかり、相生市役所で子孫を残すべく治療が行われた。その甲斐あって大ちゃんは一時再生するかに思われたが、1月に突如状態が悪化し、翌2006年2月から宝塚市の住化テクノサービスでクローン技術を使った採種措置を受けた。同年6月、培養苗が相生市に返還された。大ちゃんのクローンは、地元学校の給食で食べられた。
ど根性大根 大ちゃんというマスコットキャラクターが作られたり、2006年からは毎年秋に大ちゃん祭が開かれるなど、相生市では2020年現在も親しまれた存在である。

### タロー
2007年には、神戸市垂水区の住宅街にて主婦がアスファルトから生えている大根を発見した。孫と相談しタローと命名した。

### 大阪駅前のど根性大根
2020年11月6日には、大阪市のJR大阪駅前にある歩道橋下にて、アスファルトの隙間から姿を見せた大根が発見され、SNSなどで話題になっていたが、同月8日までに何者かによって引き抜かれた。同日、同じ場所に広島県産というラベルがついたワケギが埋められたが、翌9日までに姿を消した。大根を引き抜かれたときにできた穴は砂利で埋められていたが、道路を管理する大阪市によると、市によって穴を砂利で埋めた形跡はないという。

## ど根性スイカ
コンクリートの隙間からスイカが実る様子がしばしば目撃されている。

## 関連作品
土根性大根
演歌歌手・五月あやのの歌唱する楽曲。2006年11月8日発売のシングルお前の出番のカップリング曲として収録。大ちゃん祭（前述）で毎回歌われる。